# La Bohème (pel·lícula de 1926)

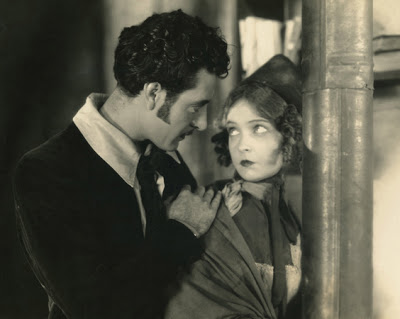
Lillian Gish i John Gilbert en una escena de la pel·lícula.

La Boheme és una pel·lícula muda dirigida per King Vidor i protagonitzada per Lillian Gish, en la seva primera pel·lícula amb la MGM, i John Gilbert. Basada en l'òpera de Puccini, la pel·lícula es va estrenar el 24 de febrer de 1926.

## Argument
El 1830, quatre joves artistes: Rodolphe, el dramaturg, Schaunard, el compositor, Marcel, el pintor, i Colline, el novel·lista, conviuen en un apartament del barri llatí de París i combinen els seus diners per evitar ser desnonats pel propietari Bernard que els visita el primer del mes. A l'apartament del costat, Mimi, una modista òrfena, no pot pagar el seu lloguer malgrat haver anat a la casa d'empenyorament. Mimi i Rodolphe es troben i ella li demana poder escalfar-se les mans del fred hivernal, per lo que Rodolphe la convida al seu apartament. Allà queda impressionat per la seva fràgil bellesa i la seva ferma determinació. Ell i el seu grup d'amics, inclosa l'amant de Marcel, Musette, la conviden a unir-se al seu cercle.
A la primavera, els amics lloguen un cotxe per anar d'excursió al bosc de Ville-d'Avray i fer un pícnic. Allà, Mimi i Rodolphe es declaren el seu amor. Rodolphe es guanya escassament la vida escrivint per a la revista “Cat and Dog Fanciers”, mentre treballa febrilment en una obra inspirada en Mimi. Quan l'editor de la revista es nega a continuar acceptant les històries de Rodolphe, Mimi, que és qui lliura els manuscrits, no ho explica añ seu amant i cus d'amagat a la nit per tal de guanyar aquests diners. El seu client principal és el vescomte Paul d'Aulnay, un aristòcrata que contracta Mimi per brodar mocadors i colls per tal que ella estigui interessada en ell. Mimi convenç que Paul mostri l'obra de Rodolphe a un director de teatre, però ell insisteix que a canvi l'ha d'acompanyar al ballet. Rodolphe l'acusa d'infidelitat i Mimi, esclafada per la seva manca de confiança, desapareix en els barris marginals de París. Gràcies a la intercessió de Mimi, el director del teatre converteix l'obra de Rodolphe en un èxit, però malgrat la fama sobtada, Rodolphe se sent buit sense Mimi. Mimi finalment torna malalta terminal de tuberculosi i mor en els amorosos de Rodolphe.

## Repartiment
- Lillian Gish (Mimi)
- John Gilbert (Rodolphe)
- Renée Adorée (Musette)
- Roy D'Arcy (bescomte Paul d'Aulnay)
- George Hassell (Schaunard)
- Edward Everett Horton (Colline)
- Karl Dane (Benoit)
- Mathilde Comont (Madame Benoit)
- Gino Corrado (Marcel)
- Eugene Pouyet (Bernard)
- Frank Currier (director del teatre)
- David Mir (Alexis)
- Catherine Vidor (Louise)
- Valentina Zimina (Phemie)
- Harry Crocker
- Blanche Payson

## Producció

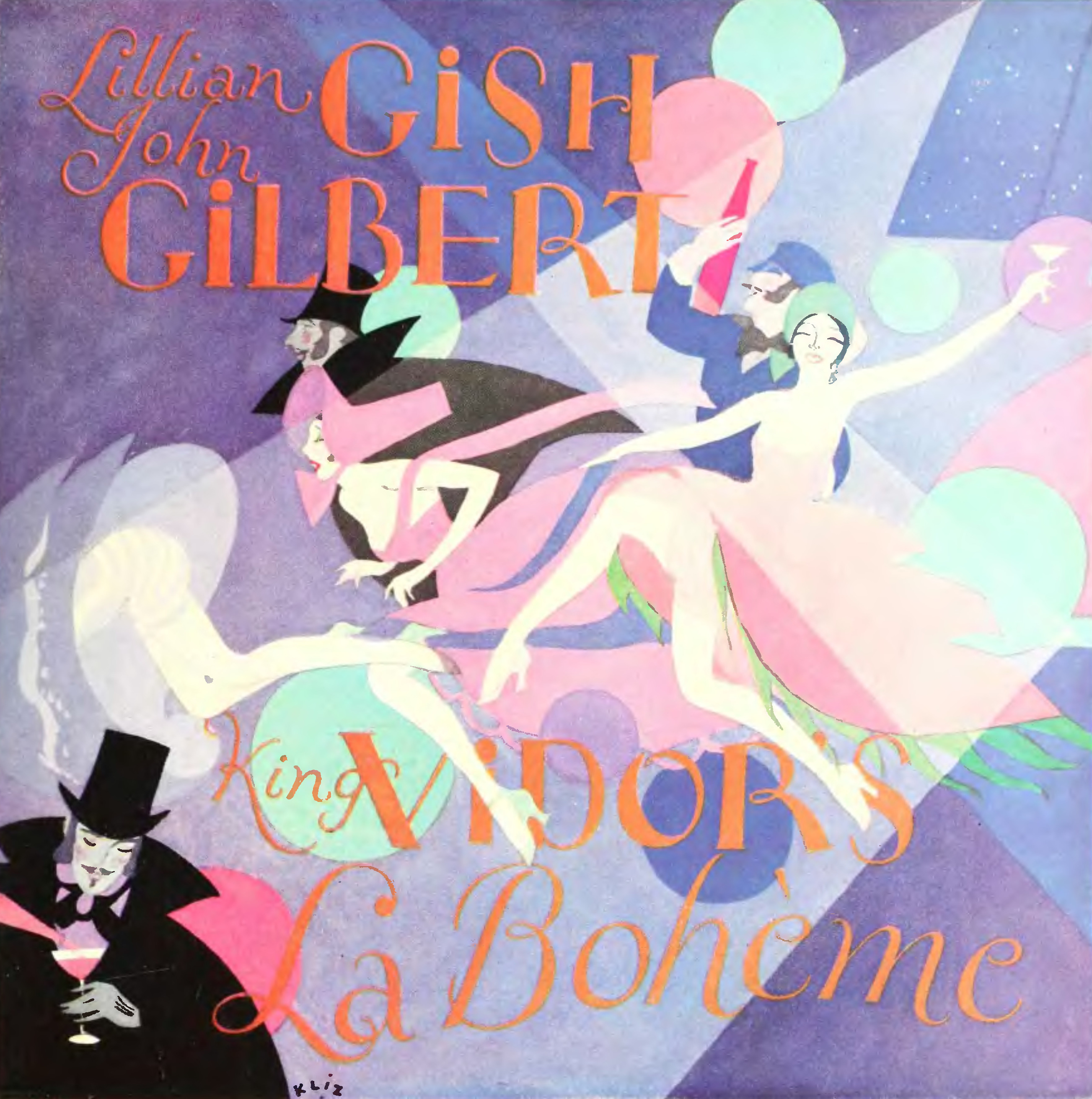
La Bohème, 1926

El 1926 Lillian Gish va signar contracte amb la MGM per a dos anys amb un salari de 800.000 dòlars que la convertien en l'actriu més ben pagada de l'estudi. El contracte estipulava que l'actriu podia incidir en quins guions, quin director i repartiment havia de tenir les seves pel·lícules, tot i que l'estudi tenia la darrera paraula. Després de descartar “Romeo i Julieta” i “Joana d'Arc”, es va decidir per “La Bohème” i juntament amb la seva amiga Madame Frédérique de Grésac es va posar a treballar en el guió. Com que Gish portava dos anys a Europa quan va signar per a l'estudi, per tal de triar el possible repartiment, l'executiu de la MGM, Irving Thalberg, va mostrar a l'actriu diferents pel·lícules de l'estudi. Entre elles li va mostrar dues bobines d'una pel·lícula encara no estrenada, “The Big Parade’’, dirigida per King Vidor i protagonitzada per John Gilbert. Favorablement impressionada, l'actriu va el director i el repartiment complert per a la seva pel·lícula per lo que els actors John Gilbert, Renée Adorée, Roy D'Arcy i Karl Dane també en van passar a formar part. Va ser considerada com una de les 10 millors pel·lícules produïdes als Estats Units el 1926 en una votació propiciada entre els crítics per la revista Film Daily el 1930.